# 廣播道
22°20′29″N 114°10′51″E / 22.3412722°N 114.1807523°E
廣播道是位於香港九龍城區北部的街道，為獅子山餘脈之一，屬傳統高尚住宅區。
又到了1970年代中期，亞洲電視、無綫電視、佳藝電視、香港電台、商業電台，一共3家電視台和2家電台，總部均坐落於這條只有一公里長的、位處小山丘上的街道，因此當年的廣播道又被稱為「五台山」，同時也形成了電視台「三台鼎立」的局面。正因廣播道當年的地理格局，藝人通稱亞視及無綫為友台或「隔籬台」，而「隔籬」的五台山在粤語意謂「只有籬笆相隔」，意思是「隔壁」。當時不少明星經常在廣播道出沒，故此吸引大批影迷在此徘徊。現時只有香港電台及商業電台總部仍坐落於廣播道。
已故藝人藍潔瑛曾有「靚絕五台山」之名，當中所指即此「五台山」。

## 歷史
起初港英政府對廣播機構選址並無政策，香港電台更一度計劃遷往薄扶林一塊傍山的土地。然而中國大陸發生文化大革命之後（及後香港亦有六七暴動），相信由於港英政府認為將所有廣播機構集中於一個地方會更加安全，遂於1967年把九龍一處小山丘上撥出地段給予各廣播機構作為總部，並將道路修築成於地面只有一個出口，易守難攻；附近更有奧士本軍營（今九龍東軍營）作支援。
該地原先計劃發展為高尚住宅區和中高級公務員宿舍，現在該處較有名的宿舍有龍翔苑、廣播道83號（已拆卸重建為住宅嘉皇臺）和廣播道1號（已拆卸重建為住宅逸瓏）。
而位於該處的街道亦重新命名：

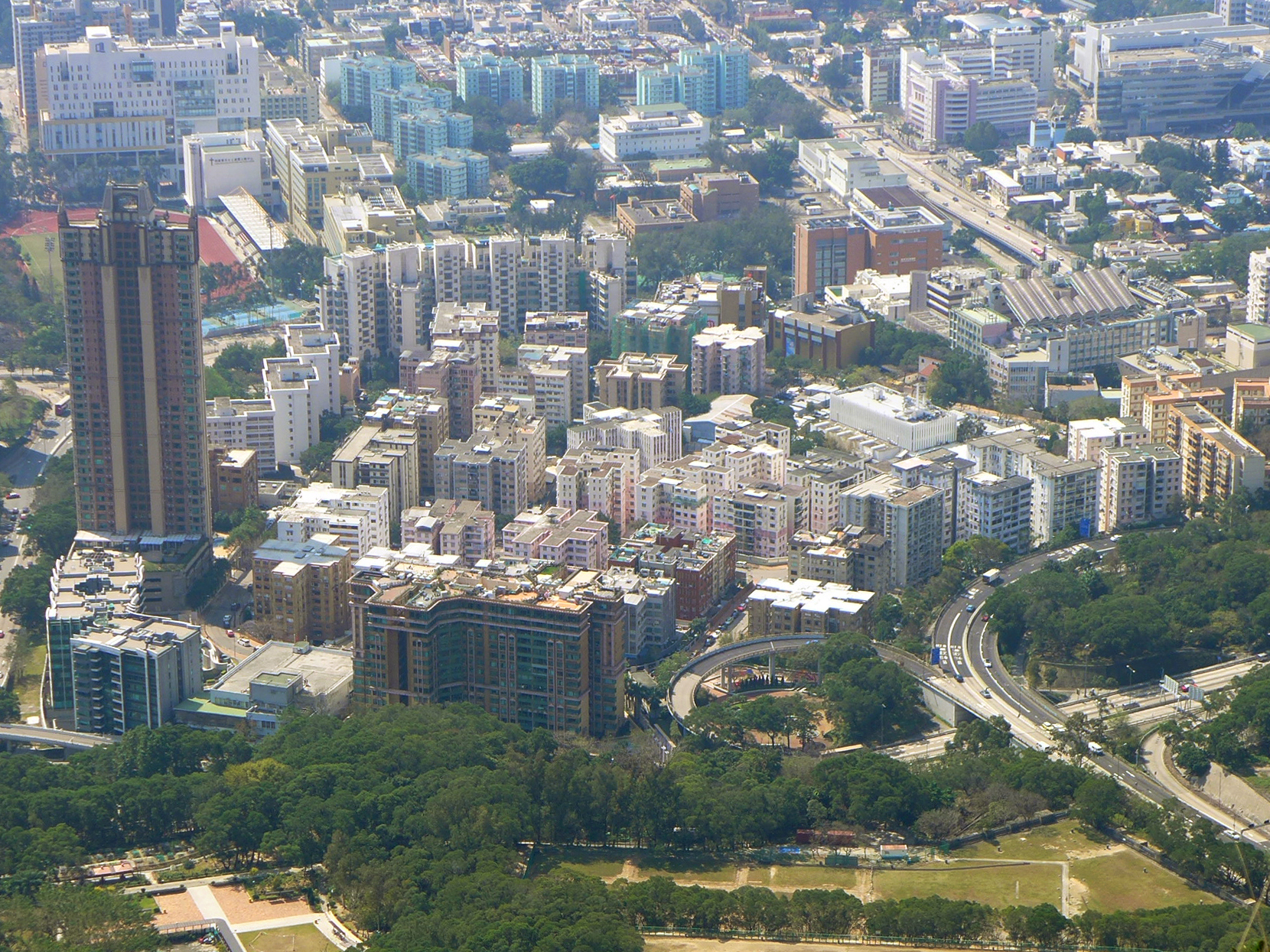
從獅子山眺望廣播道一帶高尚住宅

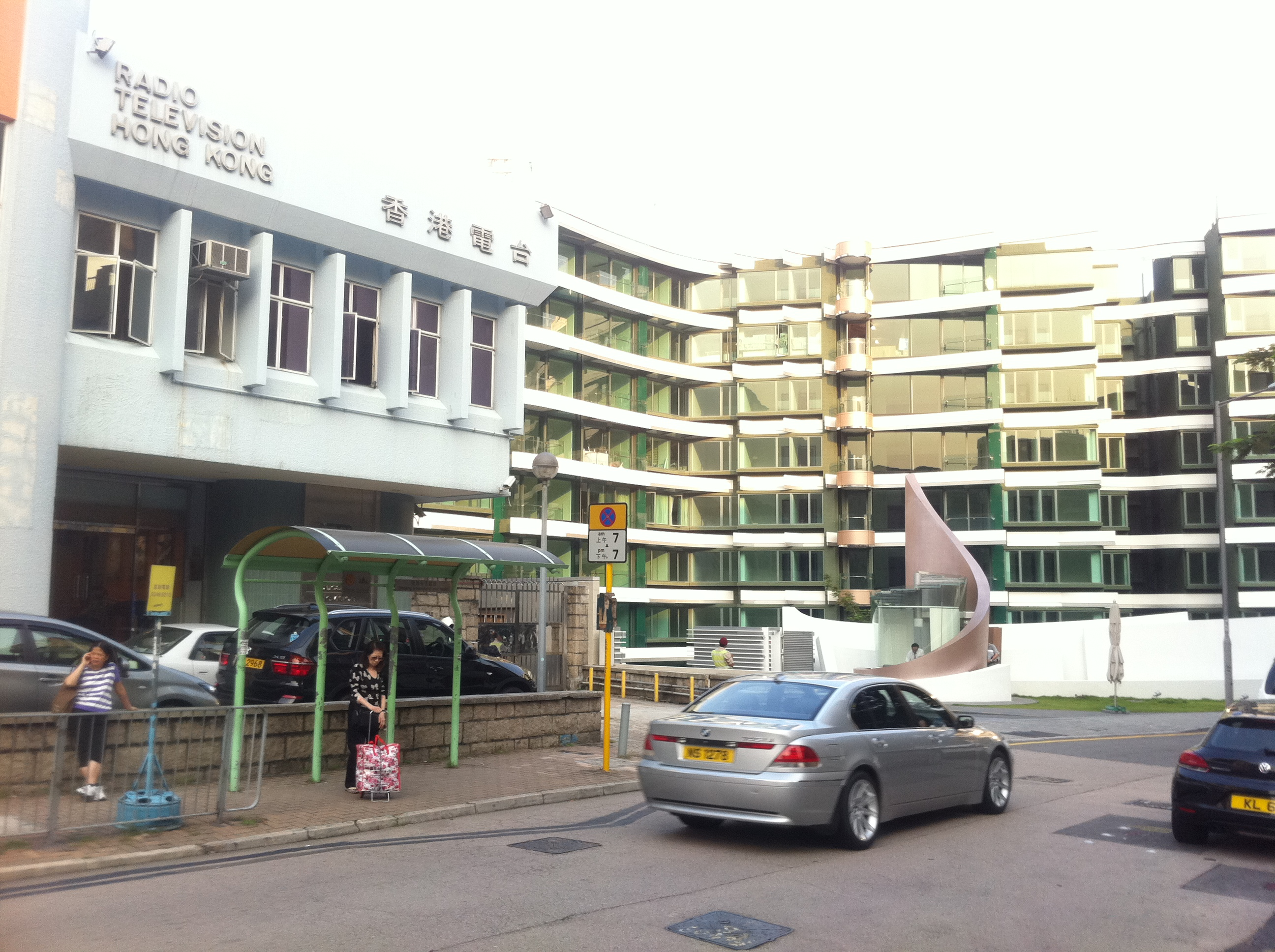
香港電台教育電視中心（攝於2011年）

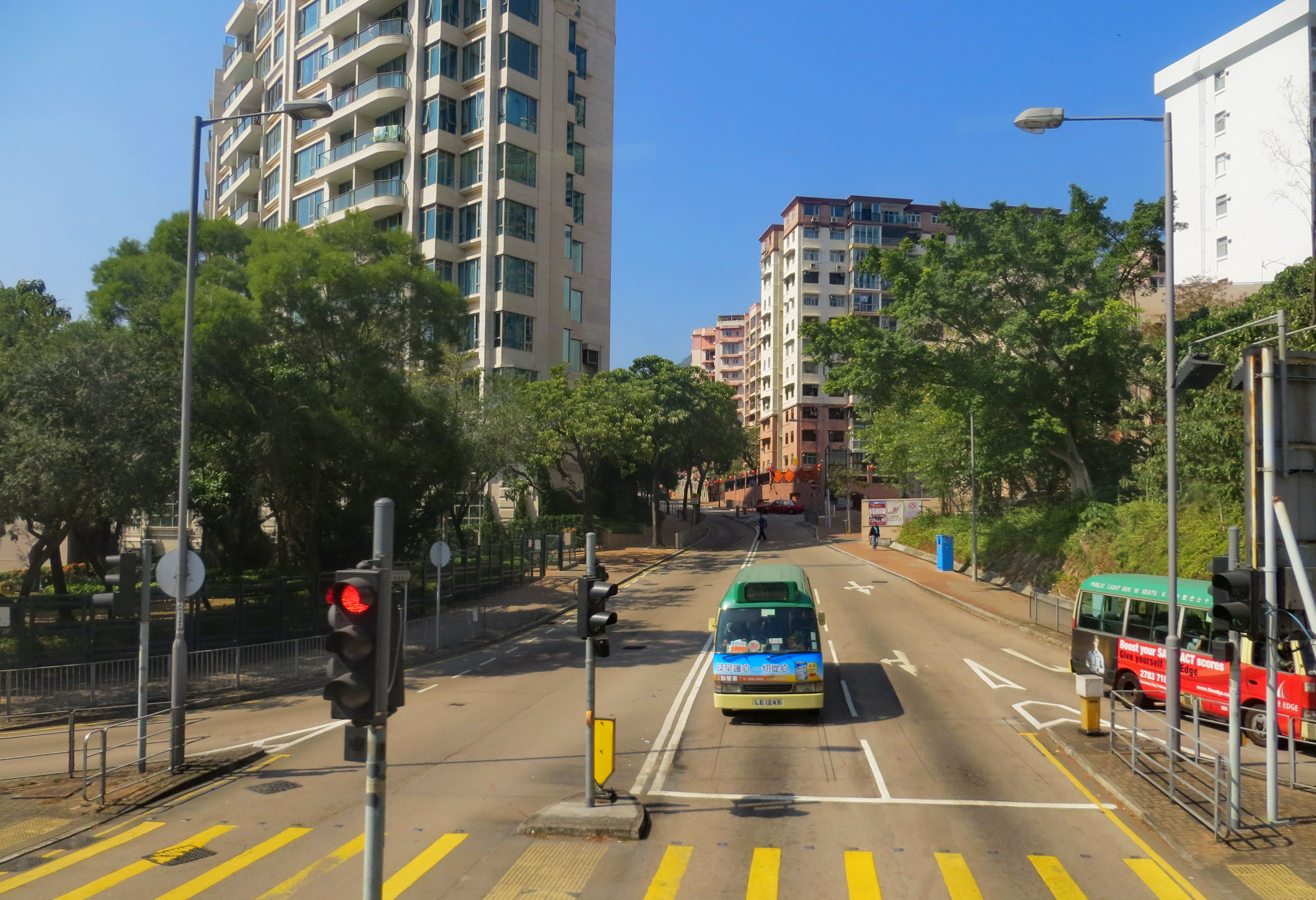
廣播道與聯合道交界

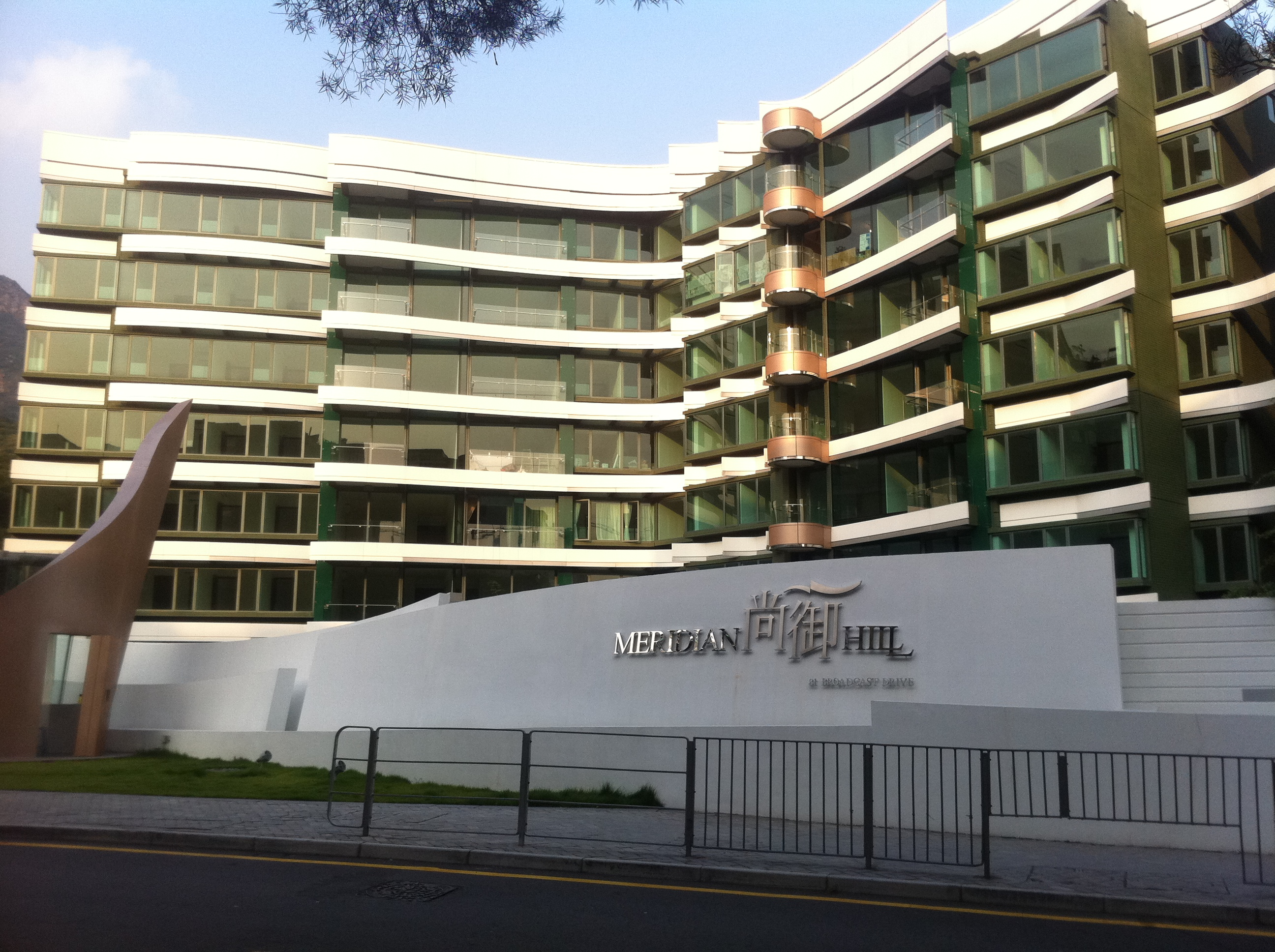
昔日的前亞洲電視大廈位於廣播道81號，時事今日興建中地皮的尚御

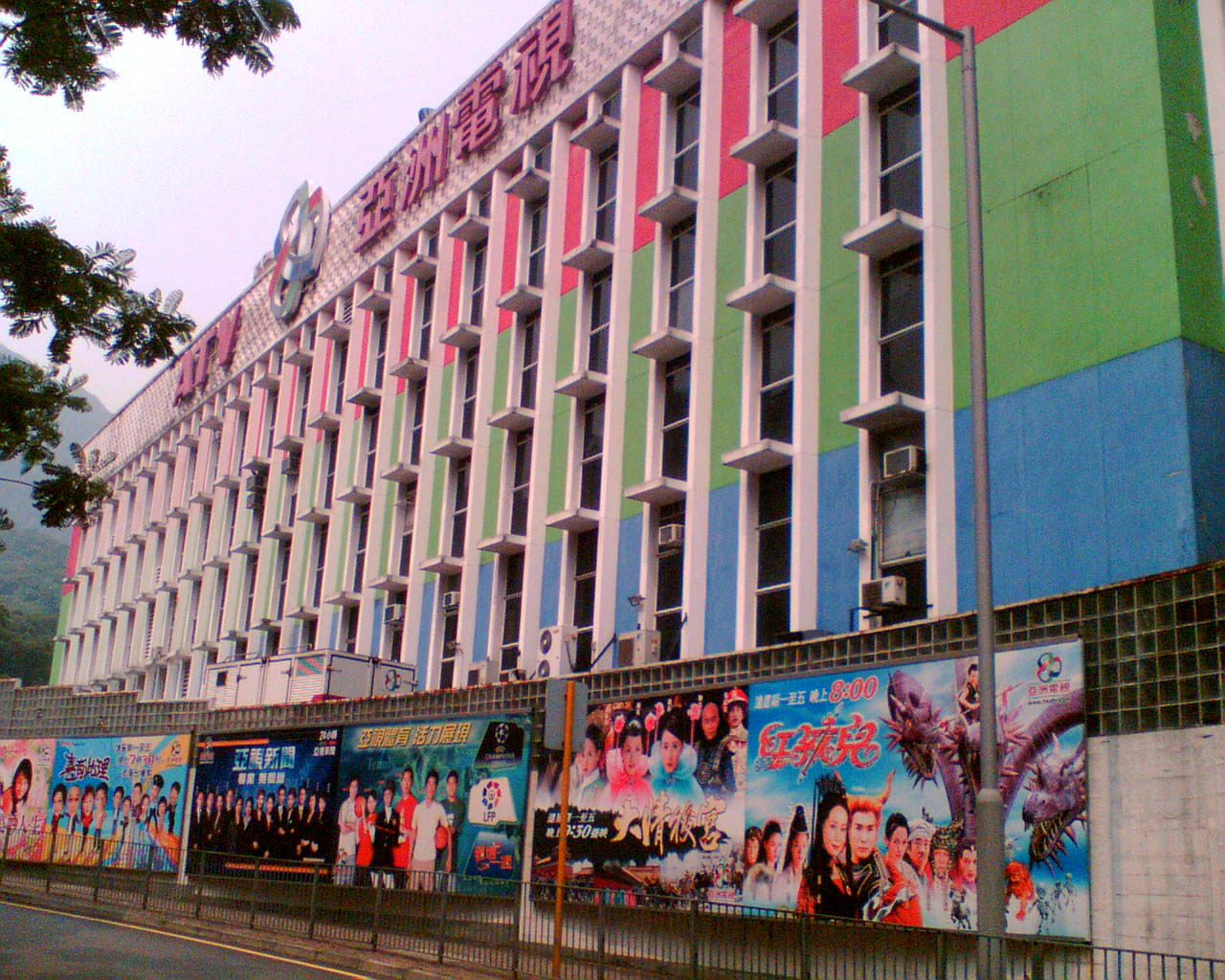
亞洲電視大廈位於廣播道81號，已清拆；時至今日；已變成的尚御

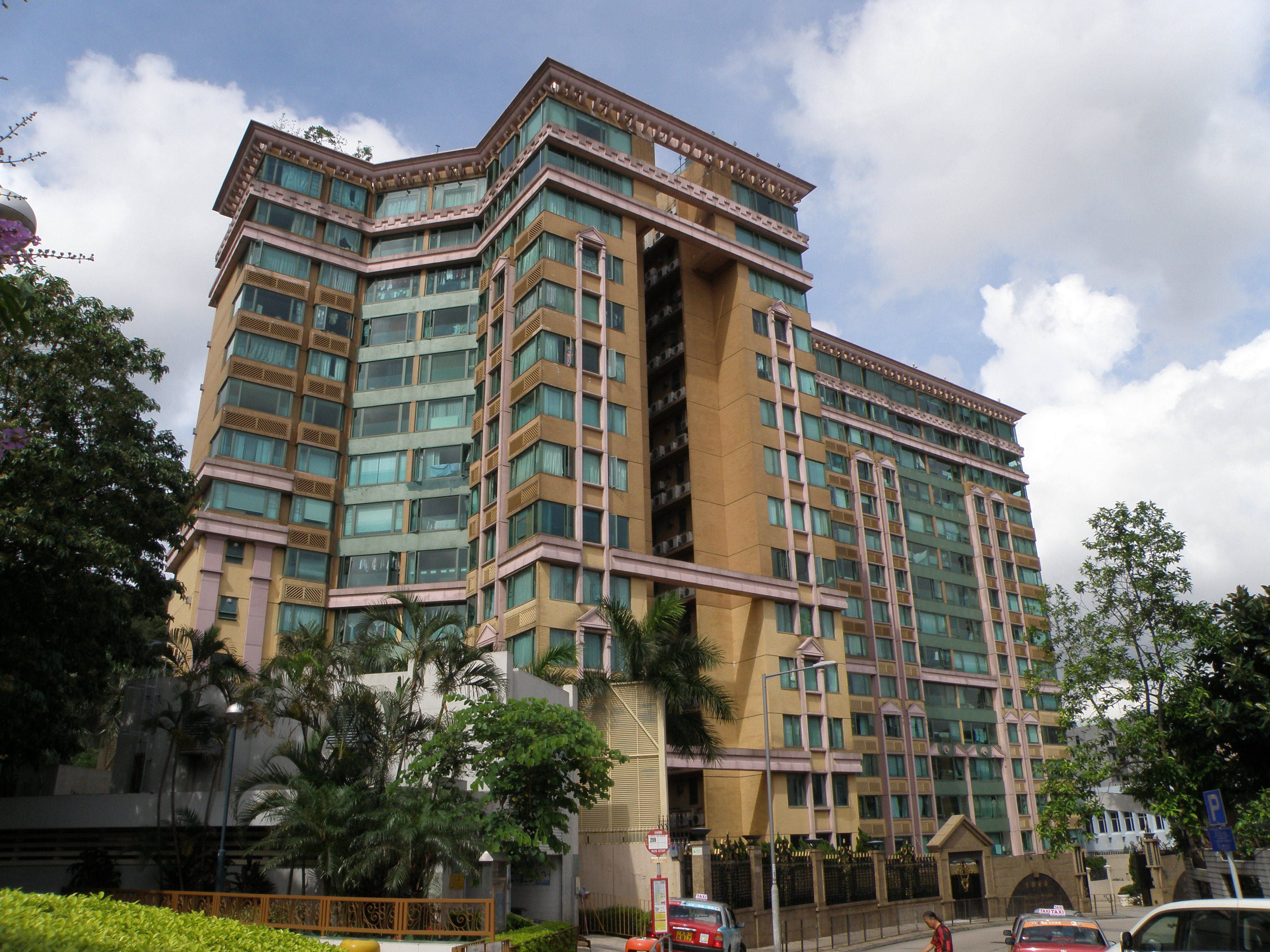
九龍塘廣播道住宅星輝豪庭所屬於的地皮，為前無綫電視總台77號廣播道總部之所在地方。

- 光偉道（Galway Road）及安寧道（Antrim Road）原以愛爾蘭的高威郡及北愛爾蘭的安特里姆郡命名，於1967年2月16日改名為廣播道（Broadcast Drive）；
- 而廣播道內的兩條支路：高雅道（Clare Road）及美玉道（Mayo Road）原以愛爾蘭的克萊爾郡及梅奧郡命名，於1968年1月5日分別改名為馬可尼道（Marconi Road）和范信達道（Fessenden Road），以紀念意大利無線電發明家馬可尼和加拿大電台廣播發明家范信達。

## 現時位於廣播道的傳媒機構
- 香港電台（1969年由中環遮打道水星大廈舊址遷入）
- 香港商業電台（約1970年遷入，現時大樓於1973年落成）

## 曾位於廣播道的傳媒機構
- 麗的電視／亞洲電視（前身為1957年5月29日在灣仔軍器廠街及軒尼詩道交界的麗的呼聲大廈（現址為浦發銀行大廈 One Hennessy）開台之麗的呼聲，1968年11月6日在陸續開始遷入五台山廣播道81號總部，原址在2007年拆卸，現為豪宅尚御。至2007年7月22日遷往至大埔創新園25至37號。最後於2015年蘇錦樑不獲續牌，2016年4月2日結束免費電視營運，2017年12月18日改以OTT平台營運）
- 無綫電視（1967年11月19日在廣播道77號開台，原址在1993年拆卸，現為豪宅星輝豪庭。至1988年10月21日搬遷至清水灣電視城，2003年9月21日再搬遷至將軍澳電視廣播城）
- 佳藝電視（1975年9月7日在廣播道開台，1978年8月22日倒閉，原址建築現為香港電台電視大廈）
- 教育電視（1971年在廣播道開台，1976年與香港電台合併，至2020年6月停播，大樓於2023年拆卸。）

## 其後發展
1978年8月，佳藝電視正式倒閉，然而其總部原址並無拆卸，後改為香港電台電視大廈。另外在1991年下半年營辦的新城電台於紅磡黃埔花園開業，1988年至1993年間無綫逐步將其廠房移至清水灣（原址其後拆卸後建成為星輝豪庭），以及亞洲電視於2007年將其廠房移至大埔工業邨（而清拆後原址則被長江實業及和記黃埔買入並改建成尚御），而鳳凰衛視、Now tv、香港電視娛樂、奇妙電視和香港有線電視總部分別設於大埔、灣仔、九龍灣和荃灣，目前並昔日直至今日廣播道的戰略用途因沒有不再存在。現在只剩下商業電台和香港電台仍然在廣播道運作。2009年9月22日，香港政府宣佈，會計劃於將軍澳重置新廣播大樓供香港電台使用。若香港電台搬遷，屆時廣播道只會剩下商業電台。
2021年，洲立影片母公司麗新集團購得教育電視大廈地皮，預計將建成住宅。

## 社區保育
2021年10月，香港新媒體社會企業不朽傳耆舉辦、由文化導賞策劃人黃棕澤先生設計的《廣播之道》導賞團，希望能保育香港廣播歷史。導賞團時長兩小時，以遊戲節目形式進行，冀讓市民瞭解電視和電台行業發展的里程碑和變遷，剖析廣播與本地流行文化的關係，和發掘這裡發生鮮為人知的趣事。 導賞活動曾以實體和網上形式進行。
2024年，正職為公院註冊護士及曾為香港電台第一台客席主持的黃棕澤將健康傳播元素加入廣播道導賞團，命名《廣播之道：健康傳播》，探討傳統廣播與新興媒體在健康資訊傳播和醫療危機的角色和影響。

## 鄰近地方
- 香港浸會大學
- 香港浸信會醫院
- 樂富
- 九龍東軍營

## 外部連結
- 香港地方 | 道路及鐵路 | 曾改名道路(二)九龍及新界 （页面存档备份，存于）